# Alpes Graios
Os Alpes Graios (em italiano:  Alpi Graie, em francês:  Alpes Grées) são uma das divisões dos Alpes Ocidentais, e localizam-se em França (Savoia), Itália (Piemonte e Vale de Aosta), e Suíça (Valais ocidental).

## Geografia
O Colo dos Montets separa os Alpes Graio do  Maciço do Chablais; o Colo Ferret e o vale do Rio Dora Baltea separam-nos dos Alpes Peninos; e o colo do Monte Cenis separa-os dos Alpes Cócios; o vale do rio Arc separa-os dos Alpes do Delfinado. O ponto culminante dos Alpes Graios é a Pointe de Charbonnel na Saboia que atinge os 3.752 m
Os Alpes Graios podem ser divididos em quatro grupos:
- O grupo do Monte Branco (a norte do Pequeno São Bernardo, um passo de montanha)
- O grupo Central (bacia ente o Pequeno São Bernardo e Colo do Monte Cenis)
- O grupo Ocidental ou Francês
- O grupo Oriental ou Italiano.

## Picos
Os picos principais dos Alpes Graios são:

### Grupo do Monte Branco

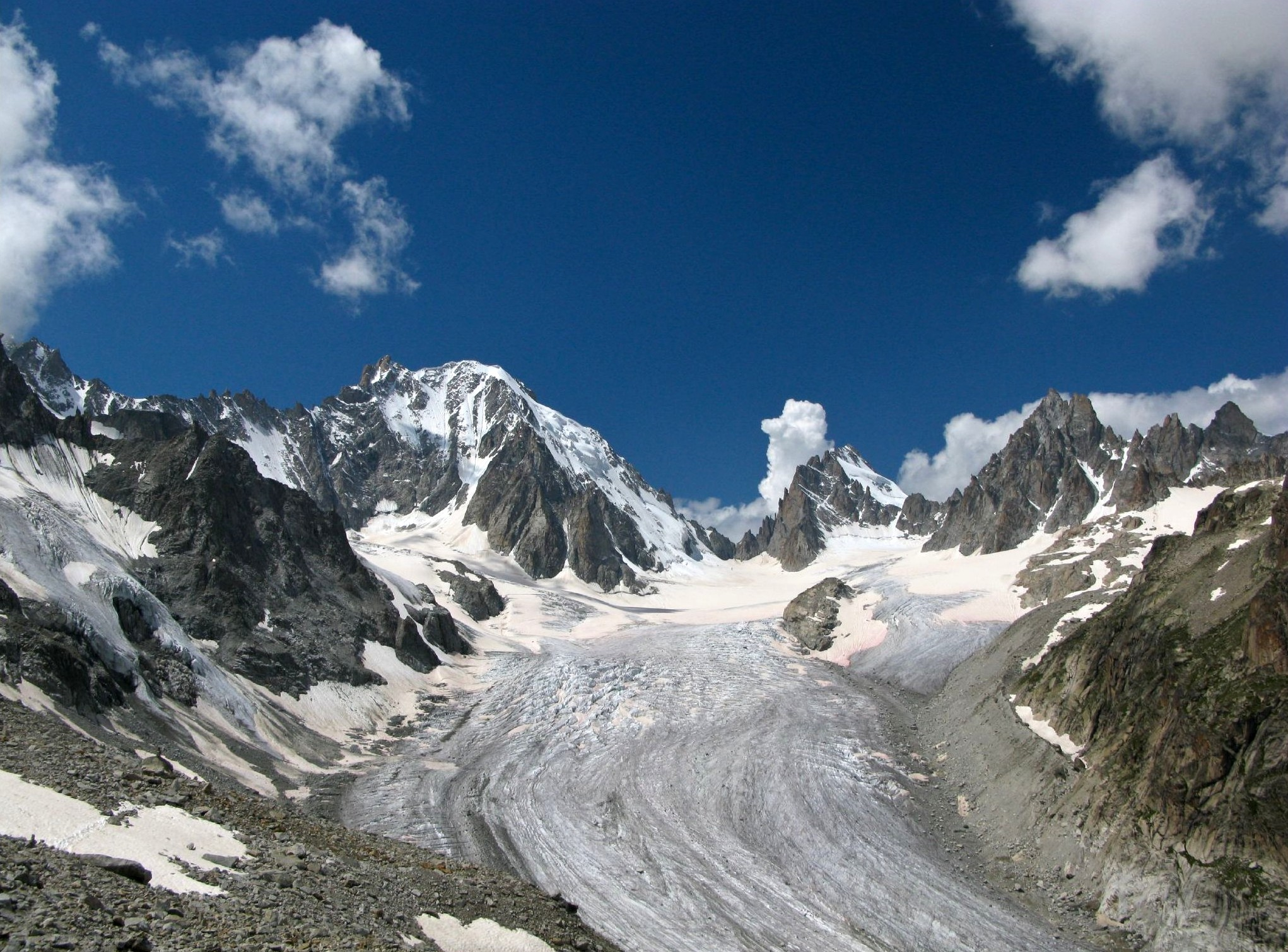
Aiguille d'Argentière sobre o Glaciar Saleina

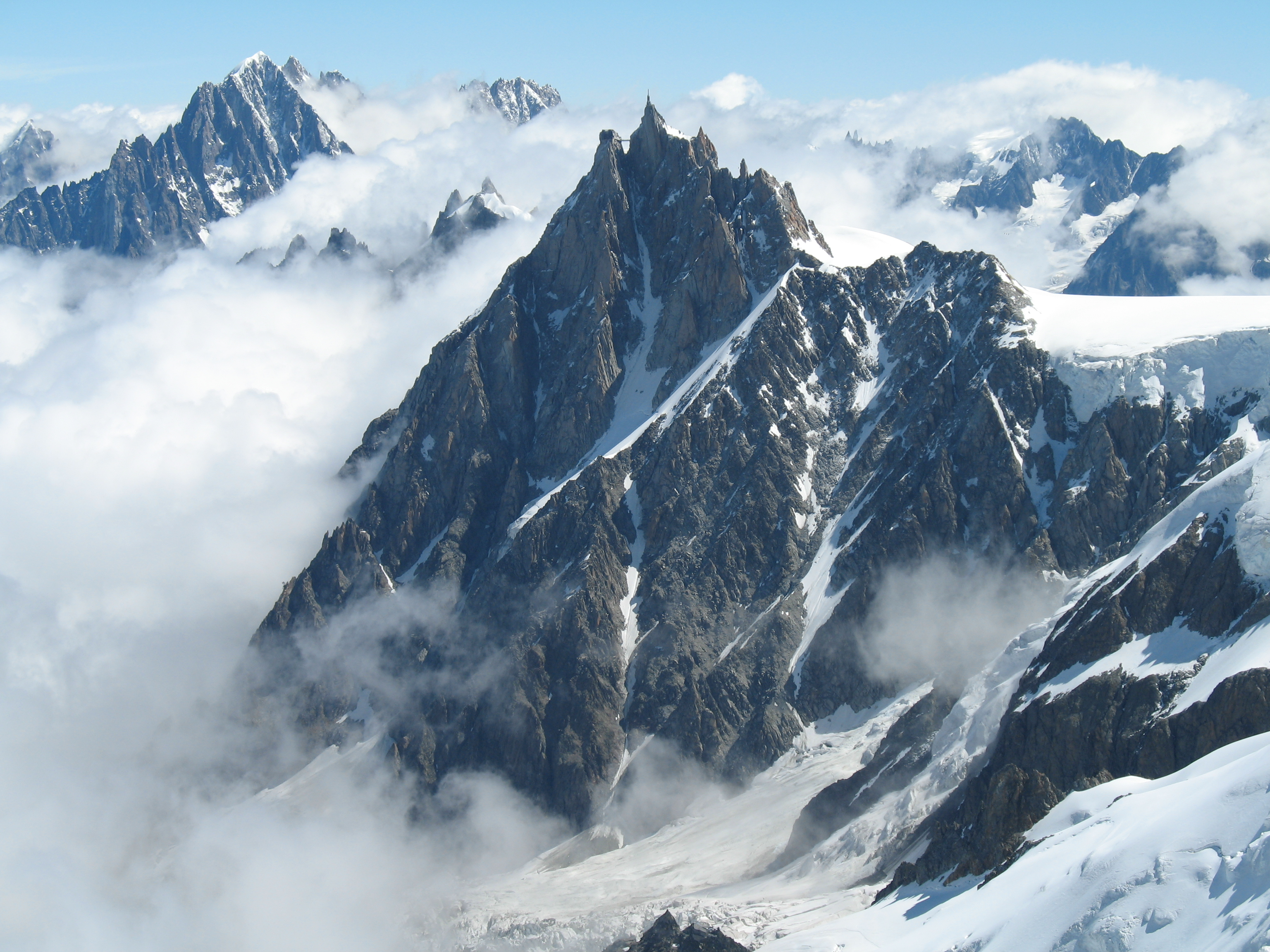
Aiguille du Midi

| Nome                    | Altitude máxima (m) | Altitude máxima (pés) |  | Nome                                | Altitude máxima (m) | Altitude máxima (pés) |
| ----------------------- | ------------------- | --------------------- |  | ----------------------------------- | ------------------- | --------------------- |
| Mont Blanc              | 4810,45             | 15 782                |  | Aiguille du Tacul                   | 3438                | 11 280                |
| Monte Maudit            | 4471                | 14 669                |  | Pointe d'Orny                       | 3274                | 10 742                |
| Dôme du Goûter          | 4331                | 14 210                |  | Dents du Midi                       | 3260                | 10 696                |
| Grandes Jorasses        | 4205                | 13 797                |  | Mont Favre                          | 3259                | 10 693                |
| Aiguille Verte          | 4127                | 13 541                |  | Tour Sallière                       | 3227                | 10 588                |
| Aiguille de Bionnassay  | 4066                | 13 341                |  | Pointe de Léchaud                   | 3127                | 10 260                |
| Dent du Géant           | 4013                | 13 166                |  | Mont Buet                           | 3109                | 10 201                |
| Aiguille de Tré-la-Tête | 3911                | 12 832                |  | Mont Ruan                           | 3078                | 10 099                |
| Aiguille d'Argentière   | 3902                | 12 802                |  | Pic de Tenneverge                   | 2982                | 9784                  |
| Aiguille de Triolet     | 3876                | 12 717                |  | Aiguille du Belvédère (Aigs Rouges) | 2966                | 9731                  |
| Aiguille du Midi        | 3843                | 12 609                |  | Crammont                            | 2737                | 8980                  |
| Tour Noir               | 3836                | 12 586                |  | Pointe des Fours                    | 2719                | 8921                  |
| Aiguille des Glaciers   | 3834                | 12 579                |  | Pointe du Colloney                  | 2692                | 8832                  |
| Mont Dolent             | 3823                | 12 543                |  | Catogne                             | 2599                | 8527                  |
| Aiguille du Chardonnet  | 3822                | 12 540                |  | Mont Joly                           | 2527                | 8291                  |
| Les Drus                | 3754                | 12 316                |  | Brevent                             | 2525                | 8284                  |
| Dômes de Miage          | 3688                | 12 100                |  | Pointe de Sales                     | 2494                | 8183                  |
| Aiguille du Tour        | 3540                | 11 615                |  | Aiguille de Varan                   | 2488                | 8163                  |
| Aiguille du Grépon      | 3502                | 11 489                |  | Mont Chetif                         | 2343                | 7687                  |
| Aiguille des Charmoz    | 3442                | 11 293                |  |                                     |                     |                       |

### Grupo central

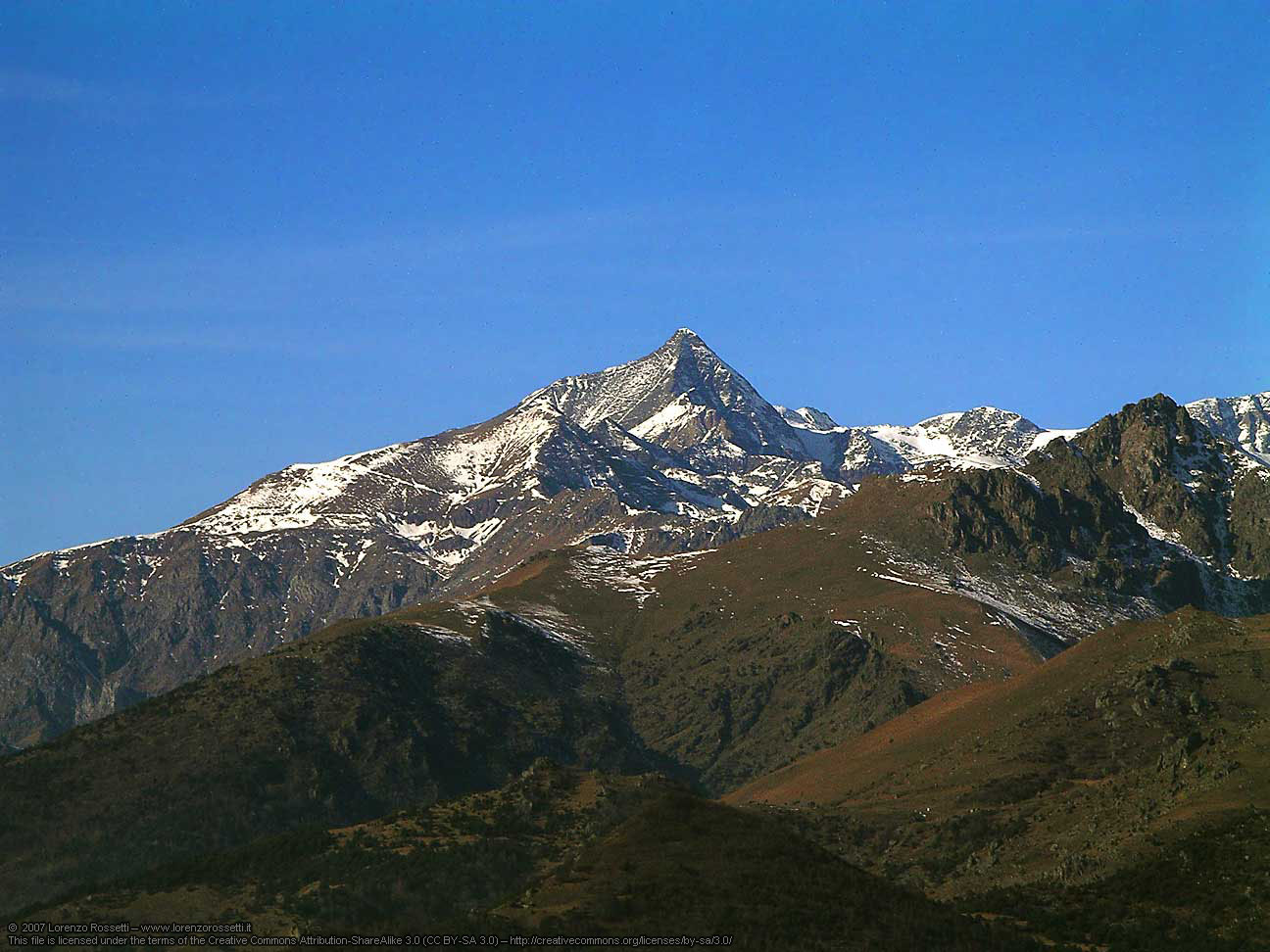
O Rocciamelone

| Nome                           | Altitude máxima (m) | Altitude máxima (pés) |  | Nome                       | Altitude máxima (m) | Altitude máxima (pés) |
| ------------------------------ | ------------------- | --------------------- |  | -------------------------- | ------------------- | --------------------- |
| Pointe de Charbonnel           | 3760                | 12 336                |  | Grande Aiguille Rousse     | 3482                | 11 424                |
| Aiguille de la Grande Sassière | 3757                | 12 325                |  | Granta-Parey               | 3473                | 11 395                |
| Uia di Ciamarella              | 3676                | 12 061                |  | Roc du Moulinet            | 3469                | 11 382                |
| Albaron                        | 3638                | 11 936                |  | Aiguille Pers              | 3451                | 11 323                |
| Pointe de Ronce                | 3618                | 11 871                |  | Cima dell' Auille??        | 3446                | 11 306                |
| Levanna                        | 3615                | 11 860                |  | Pointe de la Galise        | 3345                | 10 975                |
| Bec de l'Invergnan             | 3608                | 11 838                |  | Pointe de la Traversière   | 3341                | 10 962                |
| Tsanteleina                    | 3606                | 11,831                |  | Ormelune/Pointe d'Archeboc | 3283                | 10 771                |
| Uia di Bessanese               | 3601                | 11 814                |  | Signal du Mont Iseran      | 3241                | 10 634                |
| Croce Rossa                    | 3567                | 11 703                |  | Grand Assaly               | 3174                | 10 413                |
| Punta d'Arnas                  | 3540                | 11 615                |  | Torre d'Ovarda             | 3075                | 10 089                |
| Rocciamelone                   | 3537                | 11,605                |  | Dôme de Val d'Isère        | 3033                | 9951                  |
| Punta Chalanson                | 3530                | 11 582                |  | Uia di Mondrone            | 2964                | 9725                  |
| Grande Traversière             | 3495                | 11 467                |  | Monte Unghiasse            | 2939                | 9643                  |
| Testa del Rutor                | 3486                | 11 438                |  | Monte Civrari              | 2302                | 7553                  |
| Monte Colombano                | 1658                | 5440                  |  | Monte Musinè               | 1150                | 3773                  |

### Grupo oriental
| Nome                      | Altitude máxima (m) | Altitude máxima (pés) |  | Nome            | Altitude máxima (m) | Altitude máxima (pés) |
| ------------------------- | ------------------- | --------------------- |  | --------------- | ------------------- | --------------------- |
| Grand Paradis             | 4061                | 13 324                |  | Punta Tersiva   | 3513                | 11 526                |
| Grivola                   | 3969                | 13 022                |  | Punta Foura     | 3410                | 11 188                |
| Herbetet                  | 3778                | 12 396                |  | Punta Sengie    | 3408                | 11 182                |
| Torre del Gran San Pietro | 3692                | 12 113                |  | Punta Lavina    | 3308                | 10 854                |
| Ciarforon                 | 3665                | 12 025                |  | Rosa dei Banchi | 3164                | 10 381                |
| Roccia Viva               | 3650                | 11 976                |  | Becca di Nona   | 3142                | 10 309                |
| Becca di Gay              | 3623                | 11 887                |  | Punta Pousset   | 3046                | 9994                  |
| Mont Emilius              | 3559                | 11 677                |  | Monte Marzo     | 2750                | 9023                  |

### Grupo ocidental
| Nome                | Altitude máxima (m) | Altitude máxima (pés) |  | Nome                          | Altitude máxima (m) | Altitude máxima (pés) |
| ------------------- | ------------------- | --------------------- |  | ----------------------------- | ------------------- | --------------------- |
| Grande Casse        | 3855                | 12 648                |  | Pointe de l'Échelle           | 3432                | 11 260                |
| Mont Pourri         | 3788                | 12 428                |  | Bellecôte                     | 3417                | 11 211                |
| Dent Parrachée      | 3712                | 12 179                |  | Pointes de la Gliere          | 3386                | 11 109                |
| Grande Motte        | 3663                | 12 018                |  | Pointe de Méan Martin         | 3337                | 10 949                |
| Dôme de l'Arpont    | 3599                | 11 808                |  | Roche Chevrière               | 3282                | 10 768                |
| Dôme de Chasseforet | 3586                | 11 765                |  | Pointe de la Rechasse         | 3223                | 10 575                |
| Aiguille de Péclet  | 3566                | 11 700                |  | Petit Mont Blanc de Pralognan | 2685                | 8809                  |
| Aiguille de Polset  | 3538                | 11 608                |  | Mont Jouvet                   | 2563                | 8409                  |
| Pointe de la Sana   | 3436                | 11 273                |  |                               |                     |                       |

## Divisão tradicional
Os Alpes Graios faziam parte da divisão tradicional da partição dos Alpes adoptada em 1926 pelo  IX Congresso Geográfico Italiano  na Itália, com o fim de normalizar a sua divisão em Alpes Ocidentais aos quais pertenciam, os Alpes Centrais e dos Alpes Orientais.

## SOIUSA

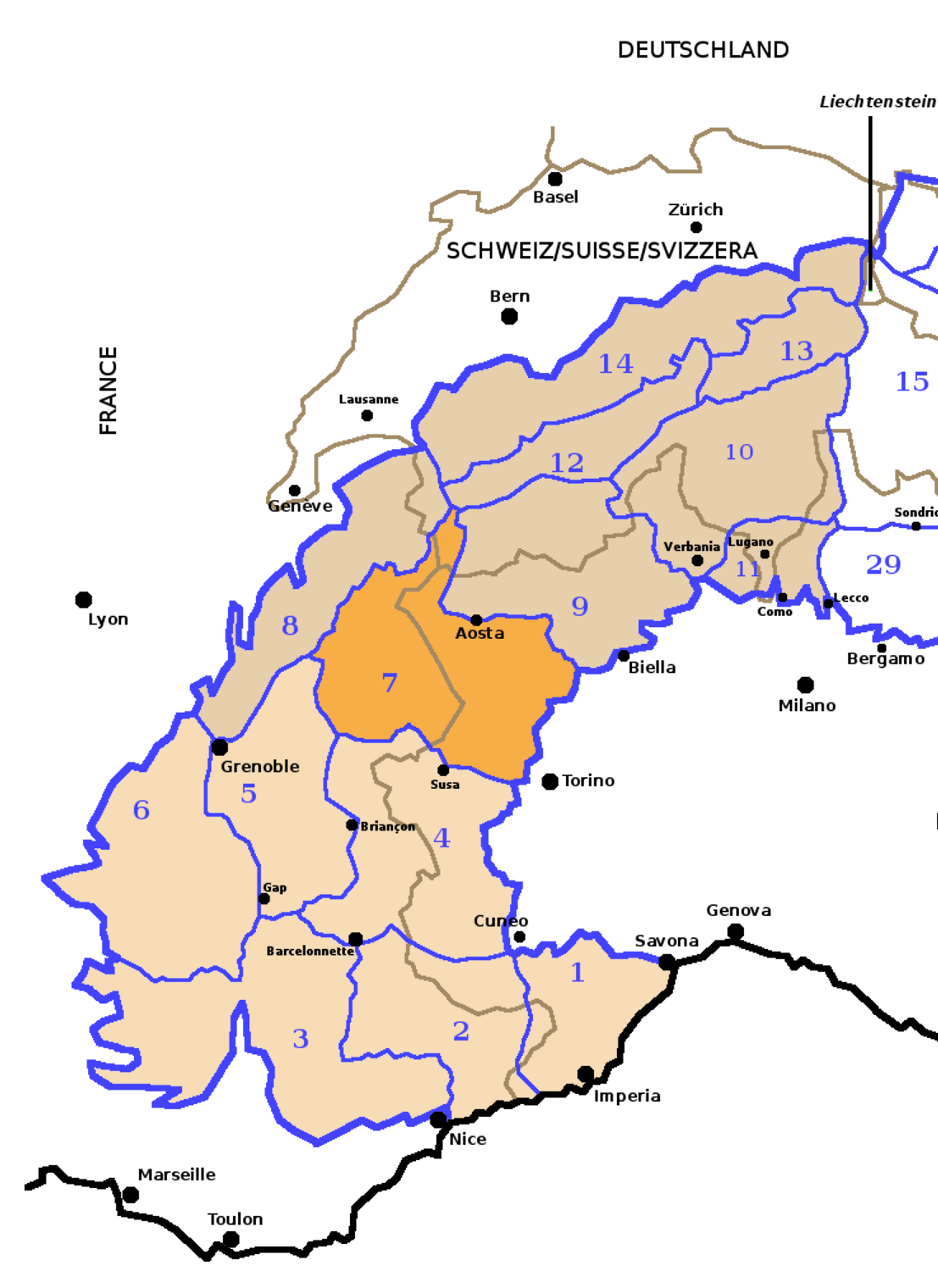
Zona de localização 7

A Subdivisão Orográfica Internacional Unificada do Sistema Alpino (SOIUSA) criada em 2005, dividiu os Alpes em duas grandes partes:Alpes Ocidentais e Alpes Orientais, separados pela linha formada pelo  Rio Reno - Passo de Spluga - Lago de Como - Lago de Lecco.
Os Alpes de Lanzo e da Alta Maurienne, Alpes da Vanoise e do Grande Arc, Alpes da Grande Sassière e do Rutor, Alpes do Grand Paradis, Alpes do Monte Branco, e Alpes do Beaufortain formam os Alpes Graios.

### Classificação  SOIUSA
Segundo a SOIUSA este acidente orográfico chama-se  Alpes Graios e é uma Secção alpina  com a seguinte classificação:
- Parte = Alpes Ocidentais
- Grande sector alpino = Alpes Ocidentais-Norte
- Secção alpina = Alpes Graios
- Código = I/B-7